# Кирпичный завод (Кызылординская область)
Кирпичный завод (каз. Кірпіш зауыты) — упразднённый населённый пункт в Чиилийском районе Кызылординской области Казахстана. Входил в состав Тартогайского сельского округа. Код КАТО — 435261300. Исключен из учётных данных в 2024 году.

## Население
В 1999 году население населённого пункта составляло 352 человека (175 мужчин и 177 женщин). По данным переписи 2009 года, в населённом пункте проживало 411 человек (202 мужчины и 209 женщин).